# Мой папа — тигр
Мой папа — тигр (каз. Менің папам тигр) — комедийно-драматический фильм, повествующий о 35-летнем Амантае, который всю жизнь чувствовал себя неудачником. Но однажды в его мозге развивается редкое генетическое заболевание, которое лишает его чувства страха. Это радикально меняет его взгляд на мир и собственную жизнь.

## Сюжет
Амантай решает использовать свой новообретённый талант, чтобы изменить свою судьбу и восстановить утраченный престиж в семье, которая долгое время презирала и игнорировала его. Он начинает действовать смелее, предпринимая храбрые и рискованные шаги, которые раньше казались ему невозможными. 
Этот новый подход приносит неожиданные и часто уморительные результаты, заставляя Амантая преодолевать препятствия и сталкиваться с ситуациями, которые раньше казались ему страшными и трудными. Путь Амантая к становлению героем своей жизни становится историей преодоления своих ограничений и обретения уважения и принятия в своей семье и обществе. Амантай постоянно тонет в долгах, в то время как его обидчивая, но трудолюбивая жена Шынар (Зарина Кармен) всегда выплачивает кредит. Несмотря на то, что он женат, он бесконечно одинок. Мать Амантая (Алихан Идирышева) не помнит его из-за старости, а её дочь Алуа (Сезим Жанболатовна, родная дочь главного героя) не особенно уважает отца. Ситуация ухудшается, когда девочке дают домашнее задание — написать школьное сочинение на тему «Мой отец — герой». Когда наступает её очередь читать сочинение вслух, она в слезах выбегает из класса, и её отец понимает, что у неё не всё хорошо. 
«Мой папа — тигр» — вдохновляющий и весёлый фильм о мужестве, принятии себя и пути к внутренней трансформации, где каждый мужественный поступок становится шагом к восстановлению человеческого достоинства и уверенности в себе. 

## Основная тема фильма
Важной темой, поднятой в фильме, является отсутствие диалога внутри отдельной семьи. Ничто не ранит Амантая больше, чем непонимание его жены и ребёнка. В общей сцене эта боль начинается и на минуту-другую превращает семейную комедию в душераздирающую драму.

## В ролях
| Актёр               | Роль                 |
| ------------------- | -------------------- |
| Жанболат Найзабеков | Амантай              |
| Зарина Кармен       | Шынап (жена Амантая) |
| Алихан Идришева     | Мать Амантая         |
| Сезим Жанболаткызы  | Алуа (дочь Амантая)  |